# Эш (Базель-Ланд)

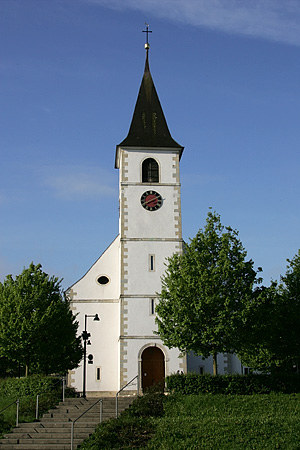
Церковь

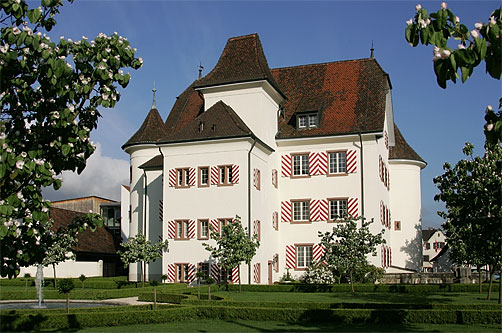
Замок

Эш (нем. Aesch BL) — коммуна в Швейцарии, в кантоне Базель-Ланд. 
Входит в состав округа Арлесхайм. Население составляет 10 072 человека (на 31 марта 2008 года). Официальный код  —  2761.